# Сафоново (Мурманска област)
Сафоново (рус. Сафоново) насељено је место са административним статусом варошице (рус. посёлок городского типа) на крајњем северозападу европског дела Руске Федерације. Варошица се налази у северном делу Мурманске области и административно припада градском округу ЗАТО Североморск.
Према проценама националне статистичке службе Русије за 2016. у вароши је живело 5.287 становника.
Садашње име, које је добио у знак сећања на совјетског пилота и Хероја Совјетског Савеза Бориса Сафонова, носи од 1954. године

## Феографија
Варошица Сафоново налази се у северозападном делу Русије, у северном делу Мурманске области, на око 3 километра југозападно од града Североморска, односно на око 20 километара североисточно од Мурманска.

## Историја
Савремено насеље Сафоново основано је 1936. године на обали залива Грјазна губа, и све до 1954. године носило је име по мест на ком се налази − Губа Грјазнаја. Оснивање насеља у уској је вези са настанком војног аеродрома поморске авијације руске Северне флоте, саграђеног на обала Кољског залива у периоду између два светска рата. У почетним годинама свог постојања становништво насеља чинили су углавном совјетски војници који су служили у ваздухопловној бази, а већина становништва живела је у дрвеним баракама и земуницама. Прве вишеетажне грађевине у насељу саграђене су тек крајем 1970-их година.
Одлуком Президијума Врховног Совјета Руске СФСР № 745/3 од 15. јула 1954. године, насељено место Губа Грјазнаја преименовано је у Сафоново, а истом одлуком насељу је додељен званичан статус варошице (полуурбано градско насеље). Нови назив насеље добија у знак сећања на двоструког хероја Совјетског Савеза, пилота Бориса Сафонова, који је погинуо на том подручју у борбама са нацистичким окупаторима током Другог светског рата.
У границама градског округа Североморск варошица се налази од његовог оснивања 26. новембра 1996. године..

## Демографија
Према подацима са пописа становништва 2010. у вароши је живело 5.255 становника, док је према проценама националне статистичке службе за 2016. варошица имала 5.287 становника.
| 1939. | 1959. | 1970. | 1979. | 1989. | 2002. | 2010. | 2016. |
| ----- | ----- | ----- | ----- | ----- | ----- | ----- | ----- |
| ---   | ---   | 4.738 | 6.033 | 7.661 | 4.853 | 5.255 | 5.287 |